# Jaguar Cars
 For alternative betydninger, se Jaguar (flertydig). (Se også artikler, som begynder med Jaguar)
Jaguar Cars Limited er et britisk luksusbilmærke ejet af indiske Tata Motors med hovedkvarter i Browns Lane, Coventry, England. Det blev grundlagt som SS Cars Ltd i 1922 og ændrede navn til Jaguar i 1945.

## Nuværende bilmodeller

### XE
XE er den første kompakte Jaguar siden 2009-modellen X-Type og er den første model, der skal bygges ved hjælp af Jaguars nye modulære aluminium arkitektur, der herved flytter virksomheden væk fra Fords platform, der tidligere blev anvendt for X-Type og XF. Brugen af Jaguars egen platform vil gøre det muligt at tilbyde enten baghjulstræk eller firehjulstræk konfigurationer.

### F-Type
F-Type convertible blev lanceret på 2012 Paris Motor Show, efter udstilling på Goodwood Festival of Speed i juni 2012.

### XF
Jaguar XF blev indført i 2008 for at erstatte  S-Type. I januar 2008 blev XF tildelt priserne What Car?, Årets Bil og Executive Car of the Year. XF blev også tildelt Årets Bil 2008 fra "Hvad Diesel?" Magasin. Motorer der er til rådighed i XF er 2,2-liter og 3,0-liters V6 dieselmotor, eller 3,0 liters V6 og 5,0-liters V8 benzinmotorer. Fra 2011 blev 2,2-liter dieselmotor fra Land Rover Freelander tilføjet rækken som en del af en "ansigtsløftning".

### XJ
Jaguar XJ er en luksuriøs sedan. Modellen har været i produktion siden 1968. I begyndelsen af 2003, ankom den tredje generation XJ i showrooms og mens bilens interiør og eksteriør styling var traditionel i udseende.
Den 5-litre V8 motor i XJ Supersport kan accelerere bilen fra 0-100 km7t på 4,7 sekunder.